# Хастингс, Наташа
Наташа Хастингс — легкоатлетка США, которая специализируется в беге на 400 метров. Олимпийская чемпионка 2008 года и чемпионка мира в 2007, 2009 и 2011 годах в составе эстафеты 4×400 метров. Чемпионка мира среди юношей 2003 года, среди юниоров 2004 года. На чемпионате мира в помещении 2012 года заняла 3-е место с результатом 51,82.
Победительница чемпионата США 2013 года с результатом 49,94.
Установила национальный рекорд в беге на не стандартной дистанции 300 метров — 36,25 с на гран-при New Balance (февраль 2016).
В настоящее время проживает в городе Локуст-Грув, округ Генри, Джорджия.